# Гренландский национальный парк
Гренла́ндский национа́льный парк — единственный национальный парк в Гренландии. Также это самый северный и самый крупный национальный парк в мире. Он не включён в территорию какого-либо муниципалитета и находится под управлением гренландского департамента природы и окружающей среды. Его площадь — 972 000 км² — превышает площадь 163 стран (в отдельности) и сравнима с площадями Танзании и Египта. Он занимает территорию на севере Восточной Гренландии, востоке Северной Гренландии и часть территории Западной Гренландии, включая в себя северное и северо-восточное побережье Гренландии с внутренними землями. На крайнем северо-западе у границ с коммуной Каасуитсуп в проливе Нэрса близ нескольких километров побережья региона проходит окончание границ с Канадой. Парк был образован 22 мая 1974 года, и свою нынешнюю форму обрёл в 1988 году. В 1977 году он получил статус международного биосферного заповедника.

## Население
Постоянное население в парке отсутствует, однако в нём проживает персонал научных станций и военной базы. В 1986 году постоянно присутствовало 40 человек, занимавшихся ликвидацией геологических разработок, проживавших в Местерсвиг, но они вскоре покинули территорию парка. В последнее время на территории парка зимует 27 человек со 110 собаками.
- Данеборг — 12 сотрудников патруля «Сириус», патрулирующего парк.
- Данмарксхавн — 8 сотрудников метеостанции.
- Станция Норд — 5 сотрудников военной базы.
- Местерсвиг — 2 сотрудника военного поста, обслуживающего 1800 м гравийную ВПП.
- Верхний Лагерь — 4 сотрудника научной станции в центре гренландского ледникового щита.

Также известно всего около 400 мест временного пребывания людей. Летом научный персонал увеличивается. Исследовательская станция ZERO (Экологические исследования Закенберга 74°28′11″ с. ш. 20°34′15″ з. д.) может принять 20 человек учёных и обслуживающего персонала.

## Фауна
На территории парка проживает от 5 до 15 тысяч овцебыков — 40 % мировой популяции. Также в прибрежных районах можно встретить множество белых медведей и моржей. Среди других млекопитающих песец, горностай, северный олень, лемминг и арктический беляк, разные виды тюленей, нерп, нарвалов и китов. Северный олень и волк исчезли из парка в 1900 и 1934 гг. соответственно, хотя волки периодически посещают парк.
Из птиц, выводящих своё потомство на территории парка — полярная гагара, различные виды гусей, тундренная куропатка, полярная сова, кречет, вороны.

## Флора
Флора парка достаточно бедная, представлена большей частью мхами и лишайниками. Из цветковых растений встречаются карликовые ивы и берёзы.

## Фотографии

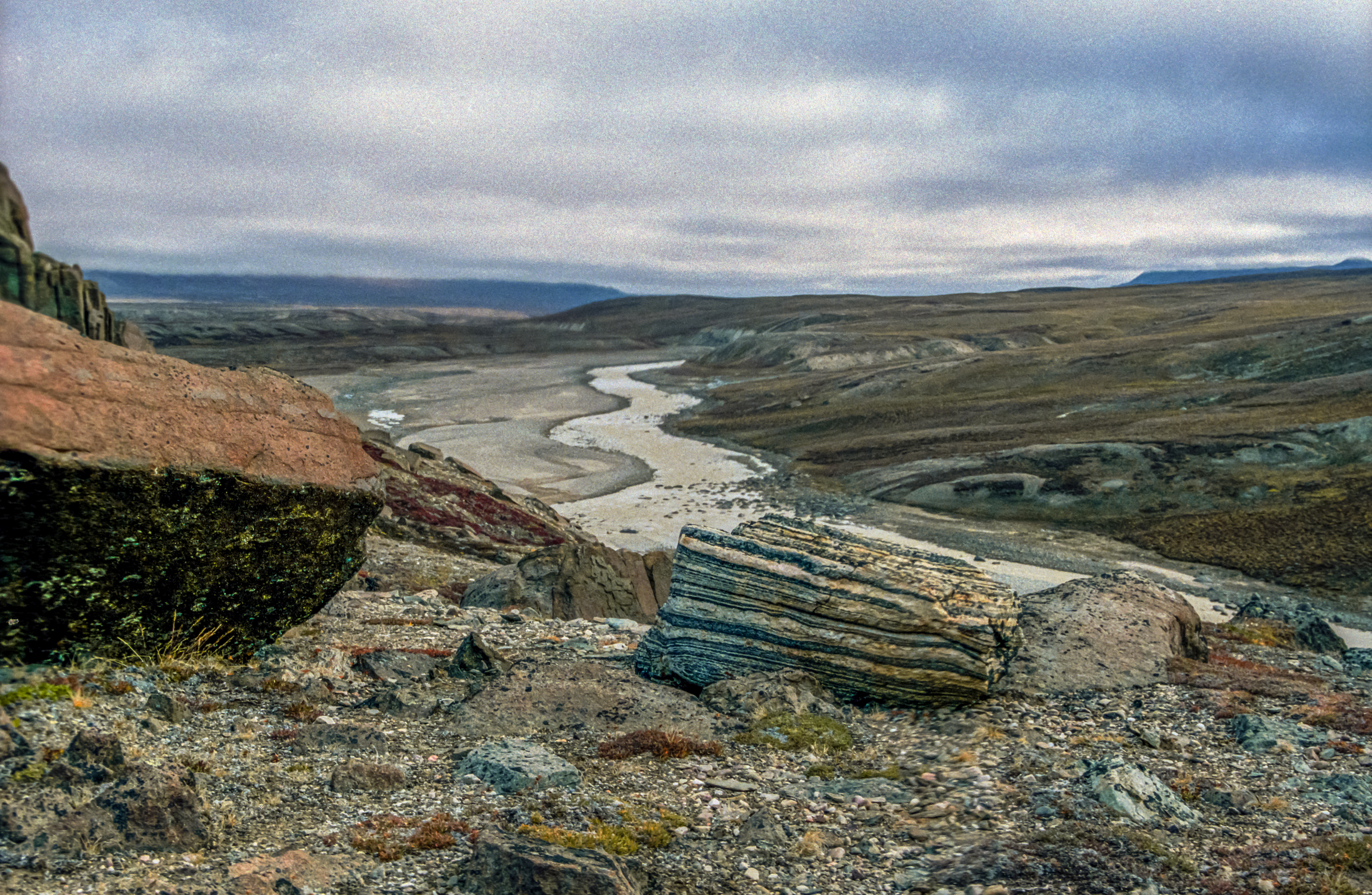
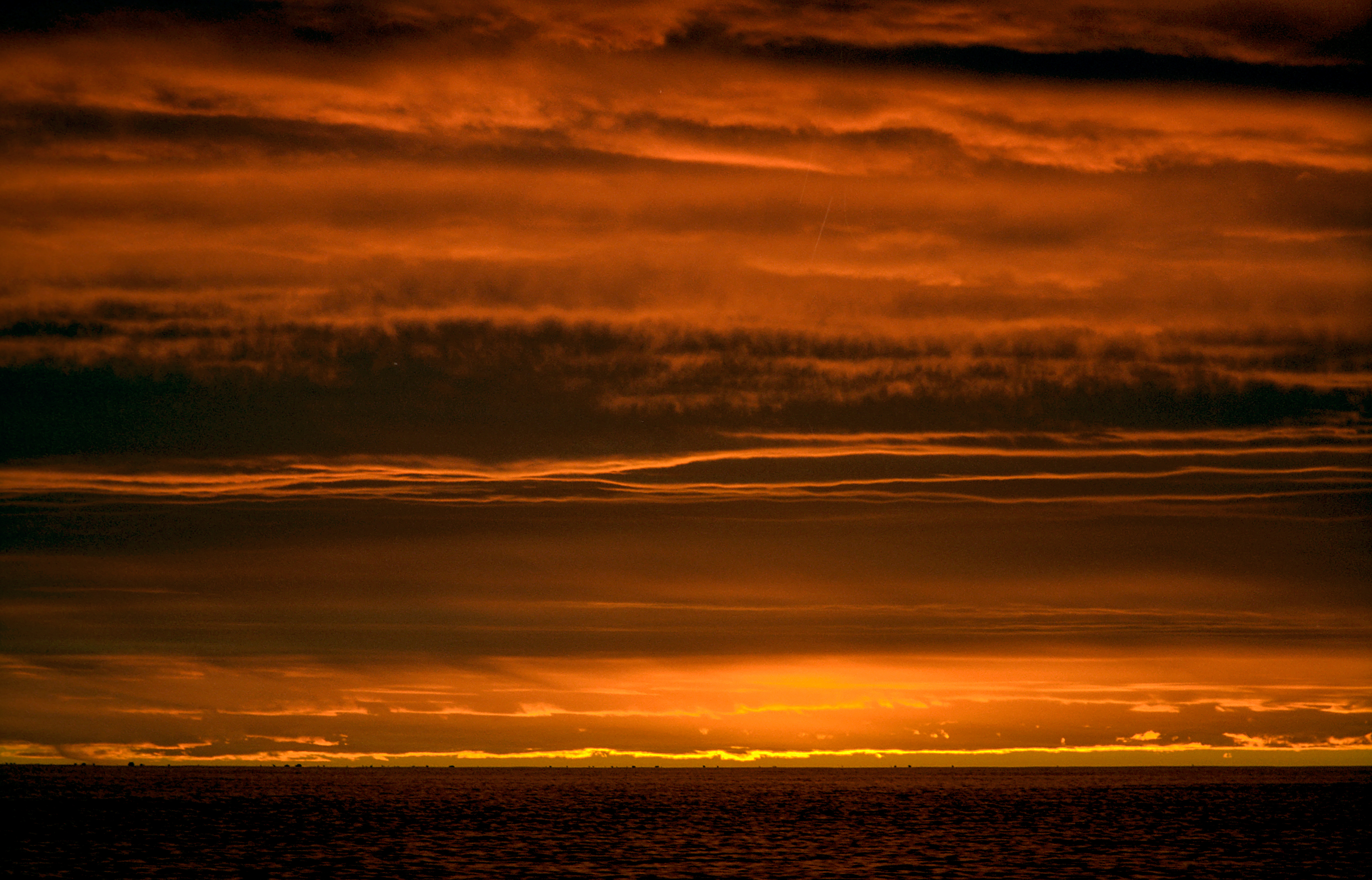
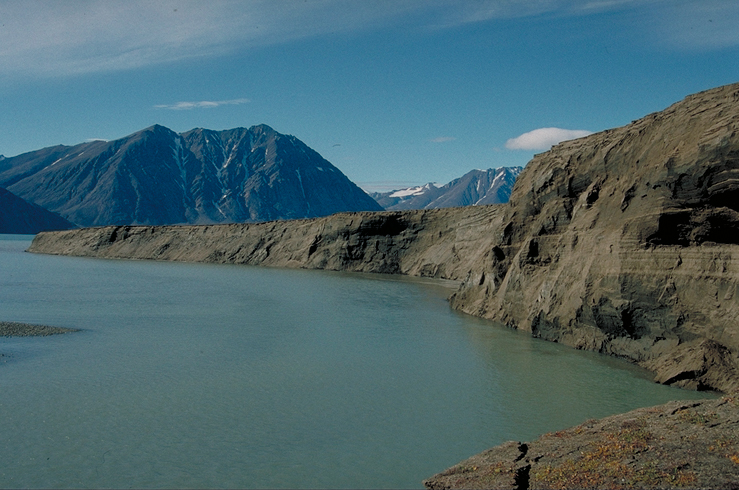
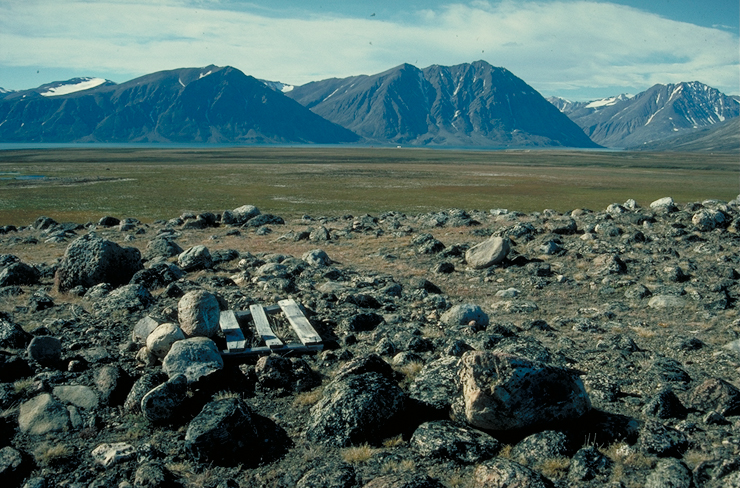
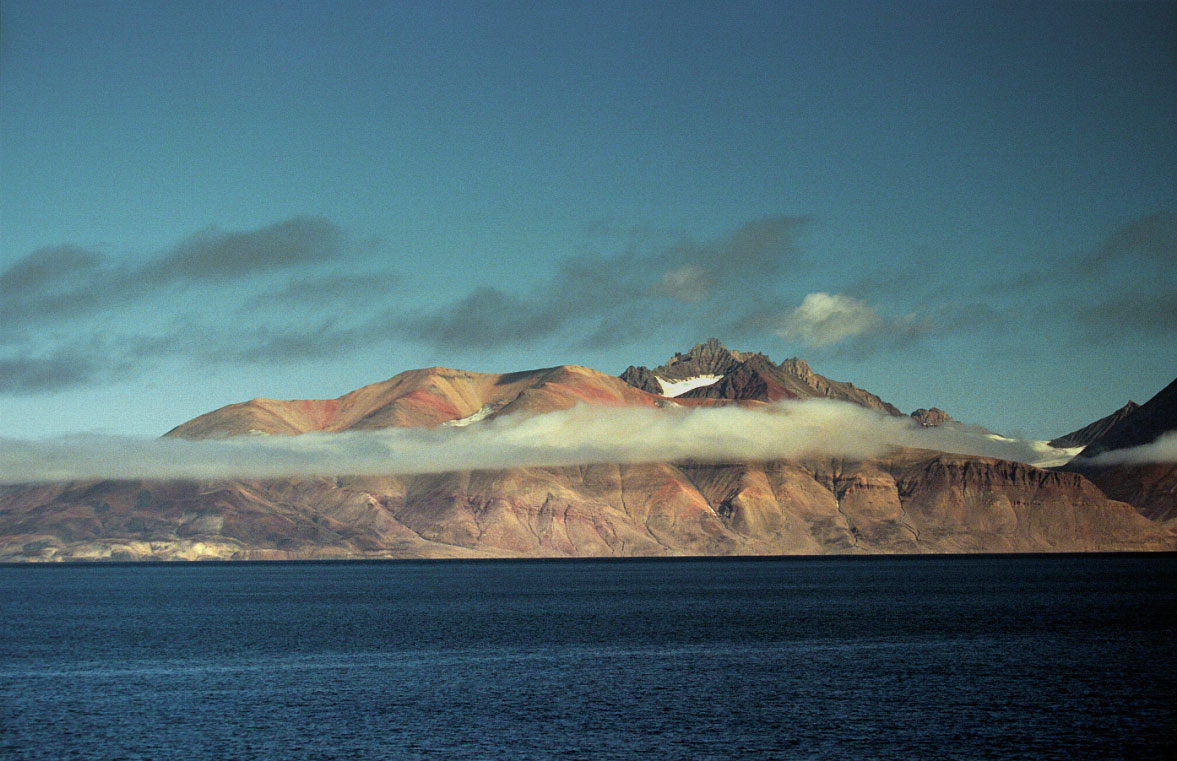
Фьорд императора Франца-Иосифа
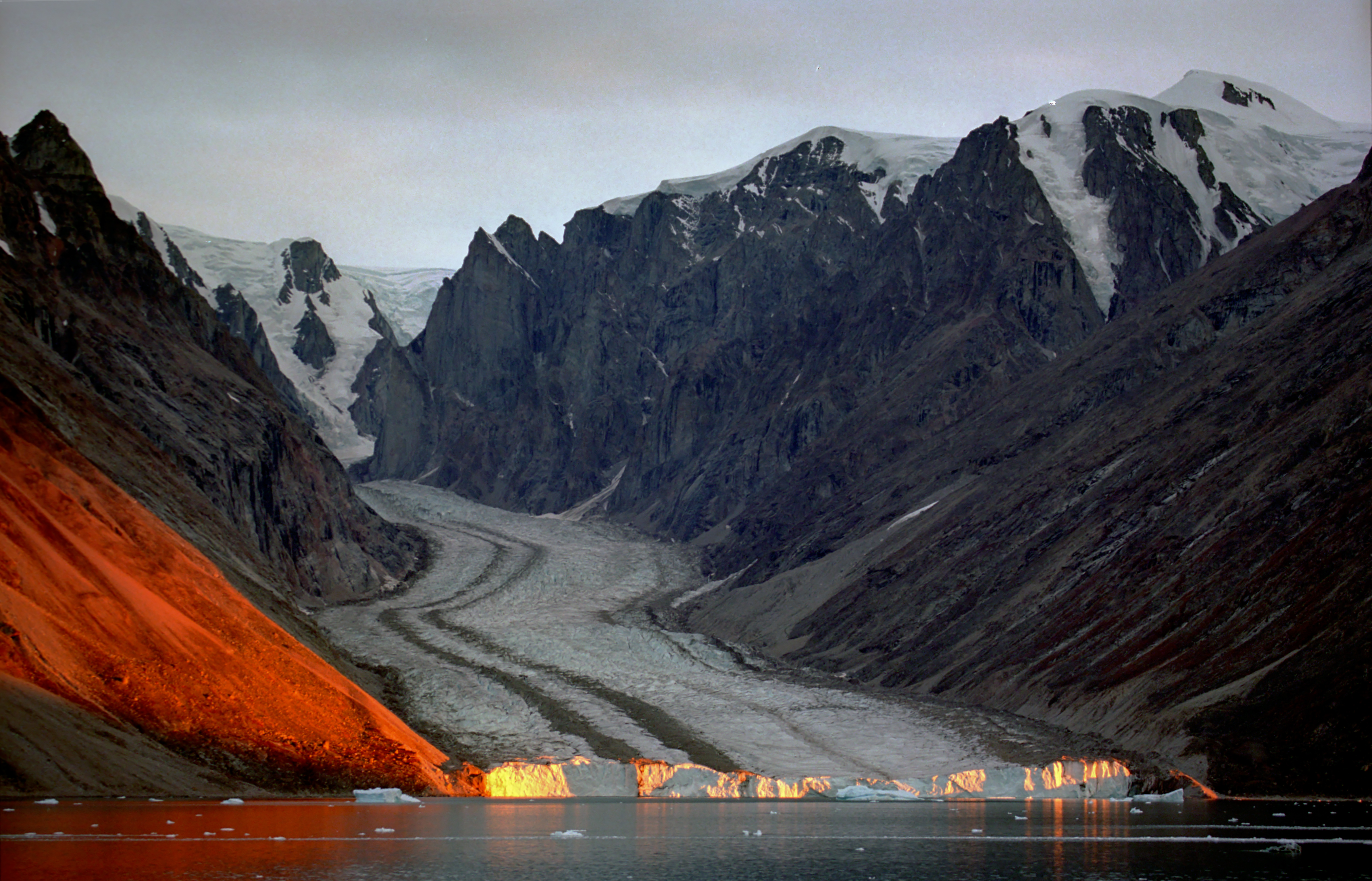
Фьорд императора Франца-Иосифа
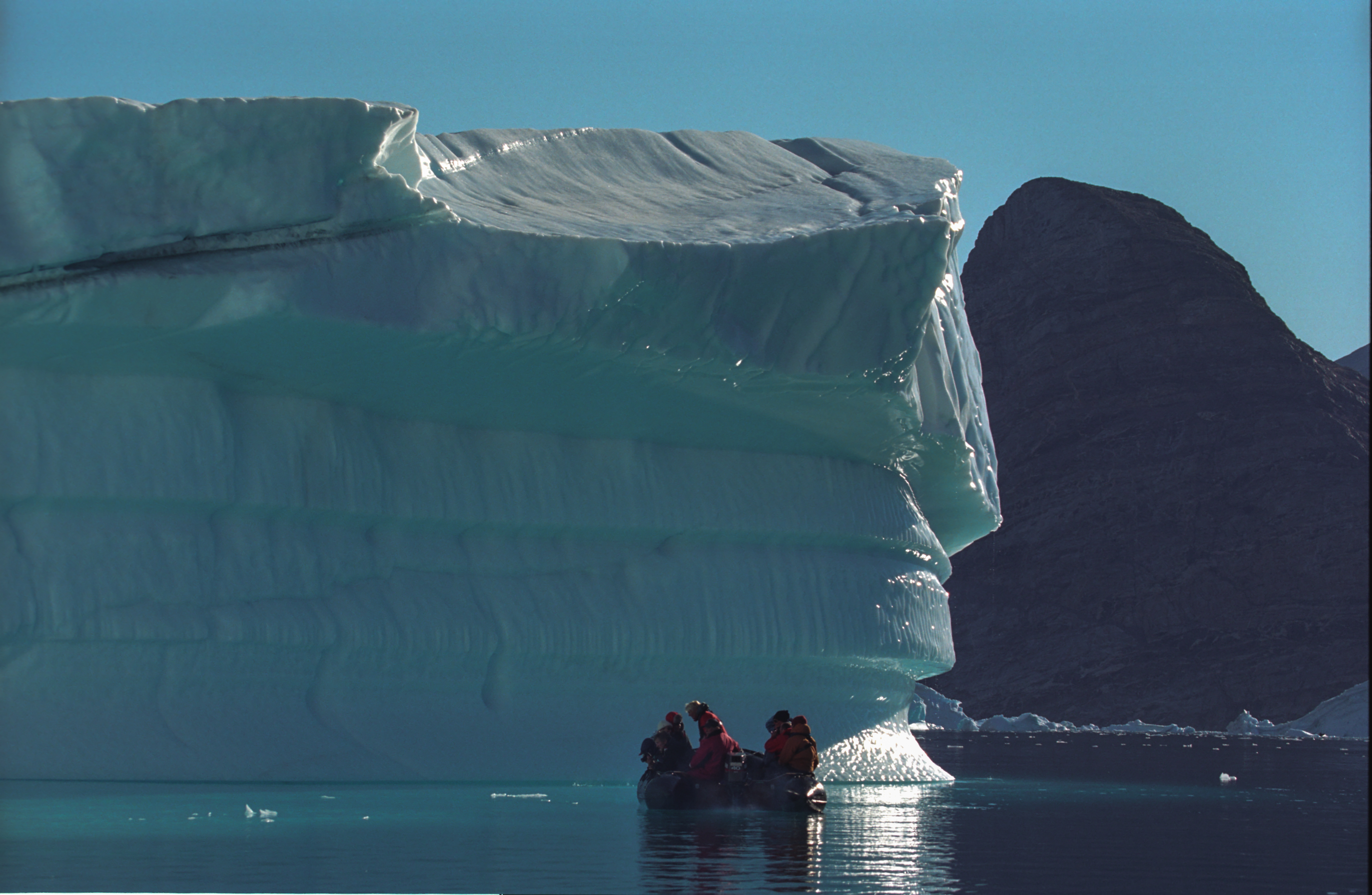
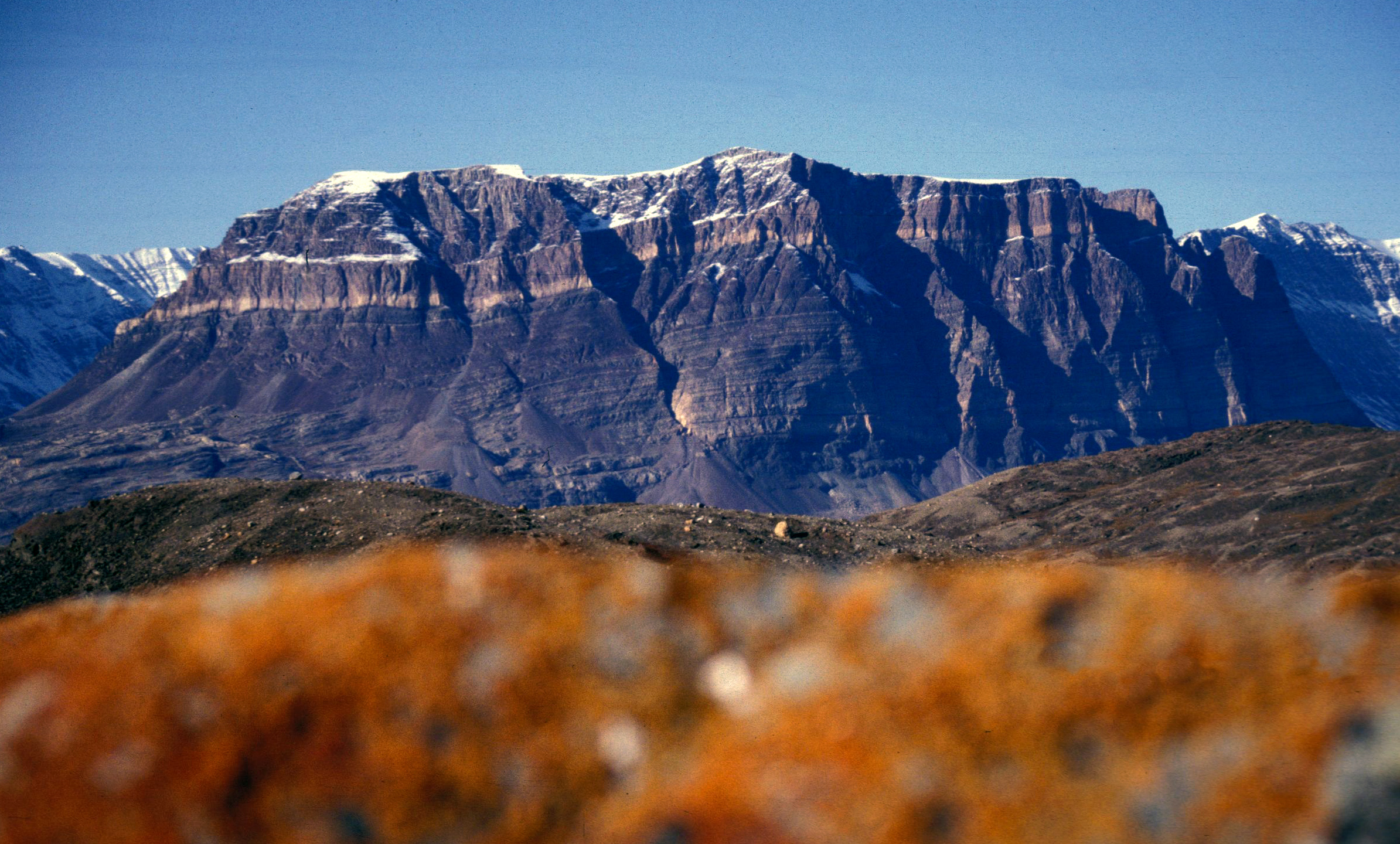
Гора Замок дьявола